# Aprobacija
Aprobacija (latinski approbatio  "odobrenje") je izraz koji u najširem smislu označava odobravanje nekog čina ili osobe od strane za to ovlaštenog svjetovnog ili religijskog tijela. U užem smislu se pod time podrazumijeva dozvola za obavljanje svećeničke djelatnosti koju u Rimokatoličkoj crkvi po kanonskom pravu daje biskup.

## Vanjske poveznice
- Catholic Encyclopedia "Approbation"